# 岩沢慶明
岩沢 慶明（いわさわ よしあき、1968年12月27日 - ）は、日本のディスクジョッキー、ラジオパーソナリティ。
兵庫県宝塚市出身、O型。現在は主に浦和レッドダイヤモンズのホーム戦のスタジアムDJを中心に活動。趣味は野球、フットサル、旅行。

## 仕事・活動履歴

### スタジアムDJ

#### サッカー
- 浦和レッドダイヤモンズホーム戦「GO REDS GO」

過去
- 2020年東京オリンピック※埼玉スタジアム2002開催分日本語アナウンス
- FIFAワールドカップ
- JOMO CUP Jリーグドリームマッチ
- JOMOオールスターサッカー

など、多数

#### 野球
- 埼玉西武ライオンズ主催公式戦「ベースボールDJ」（GW、夏休み開催試合）

### ラジオ番組
TOKYO FM
- TDK MUSIC DIRECTORY
- DiAPLEX MUSIC SCANER

NACK5
- SUNDAY LIONS（スタジオ担当、1996-1997）ｈ
- 大正製薬SPORTS EXPRESS

エフエム愛知
- 岩沢慶明のモーニング・グルーブ
- Moving up FMA
- POWER COUNT DOWN A100

その他
- Dream Factory（水曜担当、1997.4-9）[1]
- KANEKO INTERACTIVE WORLD（むさしのFM、1995-1996.3）
火曜、木曜などを担当。謎のイタリア人に扮して天気予報、交通情報を担当したりなど、ハイテンションなトークが売りだった。[2]

ほか

### ナレーション
- GyaO

#### CM
- テイラーメイド
- ユニマット

### イベント
- サッカーイベント各種
- LIVE UFO（1995年、国立代々木競技場）

ほか